# Мацзяяо
Мацзяя́о (кит. трад. 馬傢窰, упр. 马家窑, пиньинь Mǎjiāyáo) — неолитическая культура IV-III тыс. до н.э., на территории современного Китая, одна из трёх (наряду с Цюйцзялин и Яншао) существовавших практически параллельно и сыгравших наибольшую роль в процессе формирования китайского этноса неолитических культур бассейна реки Хуанхэ и близлежащих территорий на месте современных провинций Ганьсу и Цинхай.
Область распространения этой культуры — верхнее течение реки Хуанхэ, северо-западнее ареала культуры Цюйцзялин. Данная культура относится учёными к типичным восточноазиатским культурам расписной керамики. Отличием данной культуры является то, что глиняная посуда раскрашивалась после обжига в печи. Главной сельскохозяйственной культурой была чумиза (сорт проса). Основными домашними животными были собаки и свиньи. В селениях культуры Мацзяяо найдены изделия из меди и бронзы .
Существует версия, что носители этой культуры говорили на языках тибето-бирманской группы.
В середине 3 тыс. до н. э. культуру Мацзяяо сменила поздненеолитическая культура чёрной керамики Луншань (龍山, 龙山). Согласно принятым в КНР теориям, культура Луншань пришла на смену предыдущим культурам уже в V тыс. до н. э.